# Rivière Saint-Urcisse
Pour les articles homonymes, voir Saint-Urcisse.
La rivière Saint-Urcisse est un cours d'eau douce tributaire de la rivière De Maurès (versant de la rivière Rupert), dans la municipalité de Eeyou Istchee Baie-James, dans la région administrative du Nord-du-Québec, au Québec, au Canada.
Le bassin versant de la rivière Saint-Urcisse est accessible par quelques routes forestières lesquels sont connectées au sud-ouest à une route principale menant vers la Sud à Chibougamau.
La surface de la rivière Saint-Urcisse est habituellement gelée de la fin octobre au début mai, toutefois la circulation sécuritaire sur la glace se fait généralement de la mi-novembre à la fin d'avril.

## Géographie
Les bassins versants voisins sont :
- côté nord : lac Saint-Urcisse, lac Armagnac, lac Bueil, lac Deroussel, rivière Rupert, lac Bellinger, baie Radisson ;
- côté est : lac Cantin, lac Mistassini, baie Abatagouche, lac Saapuhtawans, baie D'Urban ;
- côté sud : lac Pointeau, lac Mistassini, lac La Vallière, lac Waconichi ;
- côté ouest : lac Armagnac, lac De Maurès, lac Brock, lac Samuel-Bédard, lac Opataca, lac Comencho.

La rivière Saint-Urcisse prend sa source à l'embouchure d'un lac Pointeau (longueur : 5,4 km ; altitude : 469 m) dans la réserve faunique des Lacs-Albanel-Mistassini-et-Waconichi. Ce lac compte 53 petites îles. Il comporte une baie s'étirant sur 2,9 km vers le nord, laquelle est bordé à l'ouest par une presqu'île s'étirant sur 4,4 km vers le Sud. Son embouchure est située au fond d'une baie du côté Nord du lac.
La source de la rivière Saint-Urcisse est située à :
- 9,6 km à l'ouest du lac Mistassini ;
- 15,0 km au sud de l'embouchure de la rivière Saint-Urcisse ;
- 71,6 km au sud-ouest de l'embouchure du lac Mistassini ;
- 25,9 km à l'ouest du centre du village de Mistissini (municipalité de village cri) ;
- 128,1 km au sud-est de l'embouchure du lac Mesgouez.

À partir du lac Pointeau, le courant de la rivière Saint-Urcisse coule sur environ 18 km vers du nord-est, plus ou moins en parallèle à la rive Ouest du lac Mistassini :
- 14,6 km vers du nord-est notamment en traversant une zone de marais, jusqu'à la confluence (venant du sud-ouest) de la décharge du lac Breccia ;
- 4,4 km vers du nord-est, jusqu'à son embouchure[2].

En aval de l'embouchure de la rivière Saint-Urcisse, le courant rejoint le cours de la rivière De Maurès en traversant sur environ 40 km des zones de marais, le lac Armagnac et le lac Artaud.
L'embouchure de la rivière Saint-Urcisse est située à :
- 7,5 km à l'ouest d'une baie du lac Mistassini ;
- 43,4 km au sud de l'embouchure de la rivière De Maurès ;
- 56,6 km au sud-ouest de l'embouchure du lac Mistassini (entrée de la baie Radisson) ;
- 30,0 km au nord-ouest du centre du village de Mistissini (municipalité de village cri) ;
- 84,3 km au nord du centre-ville de Chibougamau ;
- 120,5 km au sud-est de l'embouchure du lac Mesgouez lequel est traversé par la rivière Rupert ;
- 340 km à l'est de la confluence de la rivière Rupert et de la baie de Rupert[2].

À partir de l'embouchure de la rivière Saint-Urcisse, le courant emprunte la rivière Rupert qui fait d'abord une boucle vers le nord, puis coule généralement vers l'ouest jusqu'à la baie de Rupert.

## Toponymie
Le toponyme « rivière Saint-Urcisse » a été officialisé le 5 juillet 1970 à la Banque des noms de lieux de la Commission de toponymie du Québec, soit à la création de cette commission.